# Высоцк (Ровненская область)
Высоцк (укр. Висоцьк) — село в Сарненском районе Ровненской области Украины. Административный центр Высоцкой сельской общины. Расположено на реке Горынь.
Население по переписи 2001 года составляло 2235 человек. Население по данным 2021 года составляло 1746 человек. Почтовый индекс — 34111. Телефонный код — 3658. Код КОАТУУ — 5621882001.

## История
В списке середины XVII века в составе Киево-Печерский патерик под редакцией Иосифа Тризны имеется комплекс Туровских уставов, в состав которого входит уставная грамота о поставлении Туровской епископии, согласно которой князь великий киевский Василий (Владимир Святославич) в лето 6513 (1005) года придал Туровской епископии вместе с другими городами и Высочко.. Существование поселения на месте Высоцка в домонгольский период, вероятно, уже в XI веке подтверждается также археологическими данными. На территории села на мысе на левом берегу Горыни обнаружено Древнерусское городище. Вблизи села также обнаружены следы поселений эпохи неолита. Это место входило в состав Туровского княжества, сложившегося в 980‑х годах. После раздела Туровской земли между 1167 и 1183 годами Высоцк вошёл в состав Дубровицкого княжества.
После монгольского нашествия на Русь к 40‑м годам XIV столетия Высоцк попал под власть Великого княжества Литовского.
По результатам второго раздела Речи Посполитой в 1793 году Пинский повят, включавший Высоцк, вошёл в состав Российской империи. По Рижскому мирному договору 1921 года Высоцк отошёл к Польше. В 1939 году в результате польского похода Красной Армии Высоцк вошёл в состав СССР с включением его в состав Украинской ССР.
В Великую Отечественную войну во время немецкой оккупации в Высоцке было создано еврейское гетто, в котором содержалось около 1500 человек. 9 сентября 1942 года филиалом СД в Пинске с участием немецкой жандармерии и украинских полицаев жители гетто были уничтожены. Около 100 человек смогли бежать. Высоцк был освобождён от немецких войск в 9 января 1944 года партизанским отрядом совместно с частями Красной Армии.
До 2020 года село входило в Дубровицкий район.